# Боровяцкие говоры

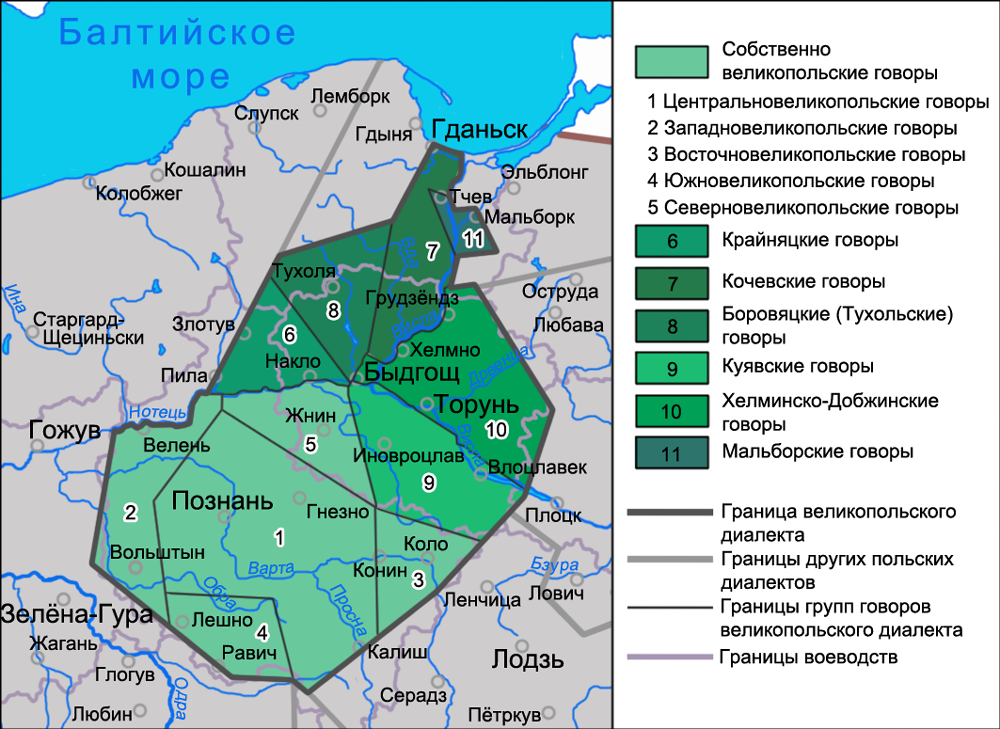
Боровяцкие говоры на карте великопольского диалекта

Боровя́цкие го́воры (говоры Боров Тухольских, тухольские говоры) (пол. gwara borowiacka, gwara Borów Tucholskich, gwara tucholska) — группа говоров великопольского диалекта, распространённых в регионе Боров Тухольских (юго-запад Поморского воеводства и северо-запад Куявско-Поморского воеводства). К. Нич рассматривал боровяцкие говоры наряду с крайняцкими и кочевскими как переходные от собственно великопольских говоров к кашубским. В боровяцких говорах отсутствуют местные, только этим говорам присущие диалектные черты, охватывающие всю область их распространения, территория данных говоров перекрывается окраинными частями ареалов кашубских, кочевских, крайняцких и собственно великопольских диалектных явлений. Название говоров — тухольские (диалект тухольский) — в своих работах употреблял К. Нич, аргументируя это тем, что Боры Тухольские охватывают также часть ареала кочевских говоров, в работах Л. Заброцкого употребляется название говоры Боров Тухольских (тухольский говор он связывал прежде всего только с говором города Тухоли или Тухольского повята), в настоящее время шире распространено название боровяцкие говоры.

## Вопросы классификации
Первым, кто определил границы боровяцких говоров, был К. Нич. Он включил эти говоры в состав великопольского диалекта, в его классификации боровяцкие говоры входили вместе с крайняцкими в подгруппу ранних переселенческих говоров Поморья в составе собственно великопольской группы. Боровяцкие говоры также в составе великопольского диалекта, но в несколько других границах обозначены на карте польских диалектов С. Урбанчика. Из основных классифицирующих польские диалекты признаков, выделенных К. Ничем, в боровяцких распространены как великопольские (отсутствие мазурения и др.), так и мазовецкие (глухой тип межсловной фонетики). Границы боровяцких говоров с южнокашубским диалектом проходят по изоглоссе типа ударения (инициального и парокситонического) и изоглоссе наличия кашубения, с кочевскими говорами боровяцкие разделяет изоглосса произношение континуанта ā (как a и как o), с крайняцкими говорами чёткой границы нет. Если все диалектологи выделяют боровяцкие говоры как говоры переходного типа, то единого мнения относительно того, считать ли боровяцкие говоры отдельной диалектной единицей, среди них нет. Главным аргументом против того, чтобы рассматривать данные говоры как самостоятельную диалектную единицу, является отсутствие в них специфических местных языковых явлений.
На территории распространения боровяцких говоров выделяются два ареала — западный и восточный, не имеющих чёткой границы между собой, на западе чаще встречаются крайняцкие диалектные черты, а также кашубский переход k’, g’ в ć, ʒ́, на востоке — кочевские.

## Область распространения
Боровяцкие говоры размещаются на юго-востоке Поморья в долине реки Брды (на границе Поморского и Куявско-Поморского воеводств) в регионе Боров Тухольских, который является как диалектным, так и историческим, этнографическим (населённым субэтнической группой поляков — тухольскими боровяками (borowiacy tucholscy, borowiki) или борусами (borusy)) и природным (Боры Тухольские являются вторым по величине лесным массивом Польши после Беловежской Пущи). С севера к боровяцким говорам примыкают говоры южнокашубского диалекта, с северо-запада они граничат с территорией распространения новых смешанных диалектов, с запада и юго-запада с крайняцкими, с востока с кочевскими говорами и незначительно на юго-востоке с хелминско-добжинскими говорами великопольского диалекта.

## История
Значительную роль на ранних этапах формирования диалектных особенностей Боров Тухольских сыграло их расположение на границе размещения племенных союзов поморян и полян (которые расселялись с IX века на север от реки Нотець), а в дальнейшем некоторое обособленное положение Боров Тухольских от других польских земель до начала XIV века под властью поморских князей, в XIV—XV веках под властью Тевтонского ордена, и с XVIII века после первого раздела Речи Посполитой в составе Пруссии.

## Особенности говоров
С великопольским диалектом (также как и с крайняцкими говорами) у боровяцких отмечаются такие общие черты, как отсутствие мазурения, звонкий тип межсловной фонетики в прошлом (в современных говорах глухой тип), узкое произношение носового заднего ряда, дифтонгическое произношение континуанта ā в прошлом и другие диалектные черты. С кашубским языком сближает наличие перехода k’, g’ в ć, ʒ́. С мазовецким диалектом (также как и с кочевскими говорами) прослеживаются сходства в следующих диалектных явлениях: в отсутствии дифтонгических гласных на месте ā, ō, в широком произношении носового переднего ряда, в смешении y и i, в наличии глухого типа сандхи, асинхронном произношении мягких губных, смешении kie / gie и ke / ge, в употреблении окончания глаголов -ta во 2-м лице множественного числа настоящего времени и другие диалектные черты. В кочевских говорах, как и в боровяцких, также распространены окончания -m у глаголов 1-го лица множественного числа настоящего времени.

### Западнопольские и севернопольские диалектные черты
К западнопольскому диалектному ареалу из боровяцких черт относятся отсутствие мазурения, произношение на месте ē звука y. К севернопольскому диалектному ареалу относятся: смешение y и i, асинхронное произношение мягких губных, нарушения оппозиции kie / gie и ke / ge, отсутствие перехода k в ch и другие диалектные черты.

### Фонетика

#### Носовые звуки
Произношение носовых гласных звуков неодинаково в разных частях территории распространения боровяцких говоров, в целом проявляется тенденция к деназализации носовых:
1. Широкое произношение носового переднего ряда ę как a носовое (an): bandzim (będziemy), pokrancone (pokręcone) и т. п. Наряду с этим возможно произношение ę как и в литературном языке или реже как yn.
2. В конце слова носовой призвук отсутствует, на месте ę произносится звук a: banda (będę), sie nie łożania (się nie ożenię). Реже произносится как и в польском литературном языке носовой ę или звук y.
3. Широким произношением также характеризуется гласный e перед m (m’), n (ń): łożanić (ożenić), powiam (powiem), sosanki (sosenki) и т. п. Реже e может произноситься как o или сужаться до y.
4. Носовой заднего ряда ą произносится узко как в собственно великопольских говорах: tysiunc (tysiąc), kunty (kąty) и т. п.
5. Наряду с узким произношением распространено произношение носового заднего ряда как в литературном языке.
6. В конце слова в сильной позиции часто носовой призвук отсутствует и произносится звук o: mówio (mówią), nie wiedzo (nie wiedzą) и т. п.
7. Случаи употребления носовых на том месте, где в литературном носовые звуки не произносятся: janzioro (jezioro), jęziorów (jezior).

#### Континуанты долгих гласных
Узкое образование исторически долгих гласных ā, ō, отсутствие на их месте дифтонгов (отмечаемых в собственно великопольских говорах), а также произношение континуанта ē как ey или y:
1. На месте ā звук á произносится как o: wyglądomy (wyglądamy), obiod (obiad) и т. п.
2. Изредка á может произноситься как особый звук, средний между a и o — ao: mniaoł (miał), laot (lat).
3. Также изредка возможно дифтонгическое произношение континуанта долгого ā как ał: zobałczysz (zobaczysz) и т. д. В прошлом такое произношение было широко распространено, но изменилось, вероятнее всего, под влиянием кочевских говоров.
4. Произношение на месте ē гласного звука, среднего между e и y — ey: dzieywki (dziewki), chleyb (chleb) и т. п.
5. Произношение также на месте ē звука близкого к y: tyż (też), torybka (torebka) и т. п.

#### Другие черты вокализма
1. Случаи отсутствия чередования e и o: przyniesła (przyniosła), bierzo (biorą).
2. Лабиализованное произношение гласных o и u в начале слова: łobsiejesz (obsiejesz), łobsiano (obsiano), łoleju (oleju), łu nos (u nas) и т. п. Изредка ło произносится на месте vo.
3. Совпадение в одном звуке y и i: wszistko (wszystko) и др. Данная черта относится к севернопольскому диалектному ареалу.
4. Отсутствие дифтонгизации континуанта краткого o как в хелминско-добжинских говорах.

#### Консонантизм
1. Отсутствие мазурения, различение согласных трёх рядов: s, z, c, ʒ; š, ž, č, ǯ и ś, ź, ć, ʒ́. При этом возможны случаи произношения sz как ś: śklonka (szklanka) и др.
2. Глухой тип сандхи. Отсутствие глухости в таких словоформах как niozem (niosłem), jezdem (jestem) и пр. говорит о том, что изначально на территории Боров Тухольских был распространён великопольский звонкий тип межсловной фонетики, впоследствии вытесненный мазовецким глухим типом.
3. Изменения k’, g’ в ć, ʒ́, известные также кашубскому языку, отмеченные в западноборовяцких и крайняцких говорах К. Ничем, в современных говорах почти не встречаются[18].
4. Отвердение звуков k’ и g’: z meszkam (z meszkiem) и т. п.
5. В отдельных словах возможно отсутствие звуков ł и z: gupich (głupich), tera (teraz) и др.
6. В сочетании chy смягчение ch: dziewuchi (dziewuchy), suchi (suchy).
7. Отвердение m’ в окончании -ami: nogamy (nogami), rękamy (rękami).
8. Севернопольский асинхронный характер произношения мягких губных, при котором дополнительная йотовая артикуляция превращается в самостоятельную: bjały (biały), у мягкого m’ отмечается призвук ń.

### Морфология и синтаксис
1. Наличие окончания ów у существительных мн. числа в родительном пад.: jabłków (jabłek), jęziorów (jezior), świniów (świń) и т. п.
2. Совпадение окончаний существительных жен. рода на -a в винительном и именительном пад.: kawa — kawa (kawa — kawę), а также наличие окончания -a у глаголов 1-го лица ед. числа настоящего времени: nie moga (nie mogę), chca (chcę) и др., связанные с особенностями произношения носового переднего ряда ę.
3. Изменения окончания -ej в -i (-y): ty (tej), późni (później) и -aj в -ej: tutej (tutaj), dzisiej (dzisiaj) и т. п.
4. Распространение инфинитивов на -ić в соответствии инфинитивам на -eć в литературном языке. Данная черта характерна также для крайняцких говоров.
5. Окончание -m у глаголов 1-го лица мн. числа настоящего времени: będziem (będziemy), skoczym (skoczymy) и т. п., а также окончание -m у глаголов 1-го лица мн. числа прошедшего времени: mnielim (mieliśmy), spalim (spaliśmy) и т. п.
6. Формы 1-го лица ед. числа прошедшего времени глаголов с частицей że: jo żem sie chciała (chciałam się), ja żo mu powiedziała (ja mu powiedziałam) и т. п.
7. Остатки двойственного числа, отражённые в окончаниях глаголов -ta во 2-м лице настоящего времени в функции мн. числа: widzita (widzicie), idzieta (idziecie), а также во 2-м лице повелительного наклонения: powiedzta (powiedzcie), słuchajta (słuchajcie) и др.
8. Отсутствие категории мужского лица в именах и глаголах.
9. Словообразование в боровяцких говорах близко словообразованию в крайняцких, в них отмечается широкое распространение суффиксов и окончаний в виде форм существительных на -awa, -ówa, -aszek, -uszek, -iszek (-yszek), прилагательных на -aty и т. п.

### Лексика
Распространение слов: различных общепольских архаизмов (brzad (suszone owoce), sklep (piwnica) и др.), заимствований из немецкого языка (maltych (obiad), knap (starszy chłopiec) и др.), лексики, характерной для Великопольши, Крайны, Кочевья (czarne łebki (podgrzybki), gbur (zamożny chłop, gospodarz), gzub (dziecko, malec), klafciarz (robotnik leśny), młodzie (drożdże), znajdor (bękart), dziołcha (dziewczyna), gapa (wrona), szpek (słonina) и т. д.)